# Liste des matchs de l'équipe de République dominicaine de football par adversaire
Cette liste présente les matchs de l'équipe de République dominicaine de football par adversaire rencontré.
- Haut – A
- B
- C
- D
- E
- F
- G
- H
- I
- J
- K
- L
- M
- N
- O
- P
- Q
- R
- S
- T
- U
- V
- W
- X
- Y
- Z

## A

### Anguilla

#### Confrontations
Confrontations entre la République dominicaine et Anguilla en matchs officiels :
|   | Date             | Lieu           | Match                             | Score | Compétition                                                          |
| - | ---------------- | -------------- | --------------------------------- | ----- | -------------------------------------------------------------------- |
| 1 | 19 mars 2004     | Saint-Domingue | République dominicaine - Anguilla | 0-0   | Qualification pour la Coupe du monde 2006 (zone CONCACAF - 1er tour) |
| 2 | 21 mars 2004     | Saint-Domingue | Anguilla - République dominicaine | 0-6   | Qualification pour la Coupe du monde 2006 (zone CONCACAF - 1er tour) |
| 3 | 8 juillet 2011   | San Cristóbal  | Anguilla - République dominicaine | 0-2   | Qualification pour la Coupe du monde 2014 (barrage préliminaire)     |
| 4 | 10 juillet 2011  | San Cristóbal  | République dominicaine - Anguilla | 4-0   | Qualification pour la Coupe du monde 2014 (barrage préliminaire)     |
| 5 | 7 septembre 2014 | Saint John's   | Anguilla - République dominicaine | 0-10  | Qualifications à la Coupe caribéenne des nations 2014 (premier tour) |

#### Bilan
Au 30 août 2018 :
- Total de matchs disputés : 5
- Victoires de la République dominicaine : 4
- Matchs nuls : 1
- Victoires d'Anguilla : 0
- Total de buts marqués par la République dominicaine : 22
- Total de buts marqués par Anguilla : 0

### Antigua-et-Barbuda

#### Confrontations
Confrontations entre la République dominicaine et Antigua-et-Barbuda en matchs officiels :
|   | Date             | Lieu         | Match                                       | Score | Compétition                                                      |
| - | ---------------- | ------------ | ------------------------------------------- | ----- | ---------------------------------------------------------------- |
| 1 | 2 mars 2001      | Saint John's | Antigua-et-Barbuda - République dominicaine | 2-3   | Coupe caribéenne des nations 2001 (qualifications)               |
| 2 | 26 novembre 2006 | Georgetown   | Antigua-et-Barbuda - République dominicaine | 0-2   | Coupe caribéenne des nations 2007 (qualifications)               |
| 3 | 7 décembre 2012  | Saint John's | Antigua-et-Barbuda - République dominicaine | 1-2   | Coupe caribéenne des nations 2012 (gr. A)                        |
| 4 | 5 septembre 2014 | Saint John's | Antigua-et-Barbuda - République dominicaine | 2-1   | Éliminatoires de la Coupe caribéenne des nations 2014 (1er tour) |
| 5 | 10 octobre 2014  | Couva        | République dominicaine - Antigua-et-Barbuda | 0-0   | Éliminatoires de la Coupe caribéenne des nations 2014 (2e tour)  |

#### Bilan
Au 30 août 2018 :
- Total de matchs disputés : 5
- Victoires de la République dominicaine : 3
- Matchs nuls : 1
- Victoires d'Antigua-et-Barbuda : 1
- Total de buts marqués par la République dominicaine : 8
- Total de buts marqués par Antigua-et-Barbuda : 5

### Antilles néerlandaises

#### Confrontations
Confrontations entre les Antilles néerlandaises et la République dominicaine en matchs officiels :
|   | Date          | Lieu           | Match                                           | Score | Compétition                                                              |
| - | ------------- | -------------- | ----------------------------------------------- | ----- | ------------------------------------------------------------------------ |
| 1 | 27 mai 1995   | La Havane      | République dominicaine - Antilles néerlandaises | 1-2   | Coupe caribéenne des nations 1995 (qualifications)                       |
| 2 | 4 mai 1996    | Saint-Domingue | République dominicaine - Antilles néerlandaises | 2-1   | Éliminatoires de la Coupe du monde 1998 (zone CONCACAF - gr. Caraïbes 2) |
| 3 | 11 mai 1996   | Willemstad     | Antilles néerlandaises - République dominicaine | 0-0   | Éliminatoires de la Coupe du monde 1998 (zone CONCACAF - gr. Caraïbes 2) |
| 4 | 27 avril 2004 | Willemstad     | Antilles néerlandaises - République dominicaine | 3-1   | Match amical                                                             |

#### Bilan
- Total de matchs disputés : 4
- Victoires des Antilles néerlandaises : 2
- Matchs nuls : 1
- Victoires de la République dominicaine : 1
- Total de buts marqués par les Antilles néerlandaises : 6
- Total de buts marqués par la République dominicaine : 4

### République dominicaine

#### Confrontations
Confrontations entre Aruba et la République dominicaine en matchs officiels :
|   | Date              | Lieu           | Match                          | Score | Compétition                                                              |
| - | ----------------- | -------------- | ------------------------------ | ----- | ------------------------------------------------------------------------ |
| 1 | 24 mars 1996      | Saint-Domingue | République dominicaine - Aruba | 3-2   | Éliminatoires de la Coupe du monde 1998 (zone CONCACAF - gr. Caraïbes 2) |
| 2 | 31 mars 1996      | Oranjestad     | Aruba - République dominicaine | 1-3   | Éliminatoires de la Coupe du monde 1998 (zone CONCACAF - gr. Caraïbes 2) |
| 3 | 23 septembre 2012 | Bridgetown     | Aruba - République dominicaine | 2-2   | Coupe caribéenne des nations 2012 (qualifications)                       |

#### Bilan
Au 30 août 2018 :
- Total de matchs disputés : 3
- Victoires d'Aruba : 0
- Victoires de la République dominicaine : 2
- Matchs nuls : 1
- Total de buts marqués par Aruba : 5
- Total de buts marqués par la République dominicaine : 8

## B

### Barbade

#### Confrontations
Confrontations entre la République dominicaine et la Barbade en matchs officiels :
|   | Date              | Lieu           | Match                            | Score | Compétition                                                      |
| - | ----------------- | -------------- | -------------------------------- | ----- | ---------------------------------------------------------------- |
| 1 | 25 septembre 2012 | Bridgetown     | Barbade - République dominicaine | 0-1   | Coupe caribéenne des nations 2012 (qualifications)               |
| 2 | 29 mars 2016      | Saint-Domingue | République dominicaine - Barbade | 2-0   | Éliminatoires de la Coupe caribéenne des nations 2017 (1er tour) |

#### Bilan
Au 30 août 2018 :
- Total de matchs disputés : 2
- Victoires de la République dominicaine : 2
- Victoires de la Barbade : 0
- Matchs nuls : 0
- Total de buts marqués par la République dominicaine : 3
- Total de buts marqués par la Barbade : 0

### Belize

#### Confrontations
Confrontations entre le Belize et la République dominicaine en matchs officiels :
|   | Date         | Lieu           | Match                           | Score | Compétition                                                      |
| - | ------------ | -------------- | ------------------------------- | ----- | ---------------------------------------------------------------- |
| 1 | 11 juin 2015 | Saint-Domingue | République dominicaine - Belize | 1-2   | Éliminatoires de la Coupe du monde 2018 (zone CONCACAF, 2e tour) |
| 2 | 14 juin 2015 | Belmopan       | Belize - République dominicaine | 3-0   | Éliminatoires de la Coupe du monde 2018 (zone CONCACAF, 2e tour) |

#### Bilan
Au 29 juillet 2018 :
- Total de matchs disputés : 2
- Victoires du Belize : 2
- Matchs nuls : 0
- Victoires de la République dominicaine : 0
- Total de buts marqués par le Belize : 5
- Total de buts marqués par la République dominicaine : 1

### Bermudes

#### Confrontations
Confrontations entre la République dominicaine et les Bermudes en matchs officiels :
|   | Date              | Lieu                       | Match                             | Score | Compétition                                                        |
| - | ----------------- | -------------------------- | --------------------------------- | ----- | ------------------------------------------------------------------ |
| 1 | 29 septembre 2006 | Charlotte-Amélie           | Bermudes - République dominicaine | 3-1   | Coupe caribéenne des nations 2007 (qualifications)                 |
| 2 | 4 juin 2016       | Hamilton                   | Bermudes - République dominicaine | 0-1   | Éliminatoires de la Coupe caribéenne des nations 2017 (2e tour)    |
| 3 | 24 mars 2019      | Santiago de los Caballeros | République dominicaine - Bermudes | 1-3   | Ligue des nations de la CONCACAF 2019-2020 (tournoi de classement) |

#### Bilan
Au 29 mars 2019 :
- Total de matchs disputés : 3
- Victoires de la République dominicaine : 1
- Matchs nuls : 0
- Victoires des Bermudes : 2
- Total de buts marqués par la République dominicaine : 3
- Total de buts marqués par les Bermudes : 6

### Bonaire

#### Confrontations
Confrontations entre la République dominicaine et Bonaire en matchs officiels, :
|   | Date             | Lieu       | Match                            | Score | Compétition                                                        |
| - | ---------------- | ---------- | -------------------------------- | ----- | ------------------------------------------------------------------ |
| 1 | 9 septembre 2018 | Willemstad | Bonaire - République dominicaine | 0-5   | Ligue des nations de la CONCACAF 2019-2020 (tournoi de classement) |

#### Bilan
Au 11 septembre 2018 :
- Total de matchs disputés : 1
- Victoires de la République dominicaine : 1
- Matchs nuls : 0
- Victoires de Bonaire : 0
- Total de buts marqués par la République dominicaine : 5
- Total de buts marqués par Bonaire : 0

## C

### Costa Rica

#### Confrontations
Confrontations entre le Costa Rica et la République dominicaine en matchs officiels.
|   | Date         | Lieu           | Match                               | Score | Compétition  |
| - | ------------ | -------------- | ----------------------------------- | ----- | ------------ |
| 1 | 14 août 2013 | Saint-Domingue | République dominicaine - Costa Rica | 0-4   | Match amical |

#### Bilan
Au 30 août 2018 :
- Total de matchs disputés : 1
- Victoires de la République dominicaine : 0
- Matchs nuls : 0
- Victoires du Costa Rica : 1
- Total de buts marqués par la République dominicaine : 0
- Total de buts marqués par le Costa Rica : 4

### Cuba

#### Confrontations
Confrontations entre la République dominicaine et Cuba en matchs officiels, :
|   | Date             | Lieu                       | Match                         | Score | Compétition                                                        |
| - | ---------------- | -------------------------- | ----------------------------- | ----- | ------------------------------------------------------------------ |
| 1 | 14 mai 1949      | Guyane néerlandaise        | Cuba - République dominicaine | 0-1   | Match amical                                                       |
| 2 | 25 mai 1995      | Saint-Domingue             | République dominicaine - Cuba | 0-3   | Coupe caribéenne des nations 1995 (tour préliminaire)              |
| 3 | 12 novembre 2002 | George Town                | République dominicaine - Cuba | 1-2   | Gold Cup 2003 (tournoi qualificatif Caraïbes) (2e tour)            |
| 4 | 25 mars 2015     | Santiago de los Caballeros | République dominicaine - Cuba | 0-3   | Match amical                                                       |
| 5 | 17 novembre 2018 | La Havane                  | Cuba - République dominicaine | 1-0   | Ligue des nations de la CONCACAF 2019-2020 (tournoi de classement) |

#### Bilan
Au 30 novembre 2018 :
- Total de matchs disputés : 5
- Victoires de la République dominicaine : 1
- Matchs nuls : 0
- Victoires de Cuba : 4
- Total de buts marqués par la République dominicaine : 2
- Total de buts marqués par Cuba : 9

### Curaçao

#### Confrontations
Confrontations entre la République dominicaine et Curaçao en matchs officiels :
|   | Date         | Lieu          | Match                            | Score | Compétition                                                      |
| - | ------------ | ------------- | -------------------------------- | ----- | ---------------------------------------------------------------- |
| 1 | 20 août 2011 | San Cristóbal | République dominicaine - Curaçao | 1-0   | Match amical                                                     |
| 2 | 21 août 2011 | San Cristóbal | République dominicaine - Curaçao | 1-0   | Match amical                                                     |
| 3 | 26 mars 2016 | Willemstad    | Curaçao - République dominicaine | 2-1   | Éliminatoires de la Coupe caribéenne des nations 2017 (1er tour) |

#### Bilan
Au 30 août 2018 :
- Total de matchs disputés : 3
- Victoires de la République dominicaine : 2
- Matchs nuls : 0
- Victoires de Curaçao : 1
- Total de buts marqués par la République dominicaine : 3
- Total de buts marqués par Curaçao : 2

## D

### Dominique

#### Confrontations
Confrontations entre la République dominicaine et la Dominique en matchs officiels :
|   | Date              | Lieu          | Match                              | Score | Compétition                                        |
| - | ----------------- | ------------- | ---------------------------------- | ----- | -------------------------------------------------- |
| 1 | 17 octobre 2010   | San Cristóbal | République dominicaine - Dominique | 0-1   | Coupe caribéenne des nations 2010 (qualifications) |
| 2 | 27 septembre 2012 | Bridgetown    | République dominicaine - Dominique | 2-1   | Coupe caribéenne des nations 2012 (qualifications) |

#### Bilan
Au 30 août 2018 :
- Total de matchs disputés : 2
- Victoires de la République dominicaine : 1
- Matchs nuls : 0
- Victoires de la Dominique : 1
- Total de buts marqués par la République dominicaine : 2
- Total de buts marqués par la Dominique : 2

## G

### Guadeloupe

#### Confrontations
Confrontations entre la République dominicaine et la Guadeloupe en matchs officiels :
|   | Date             | Lieu                       | Match                               | Score | Compétition                                        |
| - | ---------------- | -------------------------- | ----------------------------------- | ----- | -------------------------------------------------- |
| 1 | 24 novembre 2006 | Georgetown                 | République dominicaine - Guadeloupe | 0-3   | Coupe caribéenne des nations 2007 (qualifications) |
| 2 | 23 octobre 2012  | Les Abymes                 | Guadeloupe - République dominicaine | 0-2   | Coupe caribéenne des nations 2012 (qualifications) |
| 3 | 16 février 2019  | Santiago de los Caballeros | République dominicaine - Guadeloupe | 1-0   | Match amical                                       |

#### Bilan
Au 29 mars 2019 :
- Total de matchs disputés : 3
- Victoires de la République dominicaine : 2
- Matchs nuls : 0
- Victoires de la Guadeloupe : 1
- Total de buts marqués par la République dominicaine : 3
- Total de buts marqués par la Guadeloupe : 3

### Guatemala

#### Confrontations
Confrontations en matchs officiels entre la République dominicaine et le Guatemala :
|   | Date         | Lieu                       | Match                              | Score | Compétition  |
| - | ------------ | -------------------------- | ---------------------------------- | ----- | ------------ |
| 1 | 14 août 2019 | Santiago de los Caballeros | République dominicaine - Guatemala | 0-0   | Match amical |

#### Bilan
Au 22 novembre 2019 :
- Total de matchs disputés : 1
- Victoires de la République dominicaine : 0
- Match nul : 1
- Victoires du Guatemala : 0
- Total de buts marqués par la République dominicaine : 0
- Total de buts marqués par le Guatemala : 0

### Guyana

#### Confrontations
Confrontations entre la République dominicaine et le Guyana en matchs officiels :
|   | Date             | Lieu       | Match                           | Score | Compétition                                        |
| - | ---------------- | ---------- | ------------------------------- | ----- | -------------------------------------------------- |
| 1 | 28 novembre 2006 | Georgetown | Guyana - République dominicaine | 4-0   | Coupe caribéenne des nations 2007 (qualifications) |

#### Bilan
Au 30 août 2018 :
- Total de matchs disputés : 1
- Victoires de la République dominicaine : 0
- Matchs nuls : 0
- Victoires du Guyana : 1
- Total de buts marqués par la République dominicaine : 0
- Total de buts marqués par le Guyana : 4

### Guyane française

#### Confrontations
Confrontations entre la République dominicaine et la Guyane en matchs officiels :
|   | Date        | Lieu           | Match                                     | Score | Compétition                                                     |
| - | ----------- | -------------- | ----------------------------------------- | ----- | --------------------------------------------------------------- |
| 1 | 7 juin 2016 | Saint-Domingue | République dominicaine - Guyane française | 2-1   | Éliminatoires de la Coupe caribéenne des nations 2017 (2e tour) |

#### Bilan
Au 30 août 2018 :
- Total de matchs disputés : 1
- Victoires de la République dominicaine : 1
- Matchs nuls : 0
- Victoires de la Guyane : 0
- Total de buts marqués par la République dominicaine : 2
- Total de buts marqués par la Guyane : 1

## H

### Haïti
Confrontations entre Haïti et la République dominicaine :
|    | Date              | Lieu           | Match                          | Score | Compétition                                               |
| -- | ----------------- | -------------- | ------------------------------ | ----- | --------------------------------------------------------- |
| 1  | 2 avril 1976      | Saint-Domingue | République dominicaine - Haïti | 0-3   | Coupe des nations de la CONCACAF 1977 (tour préliminaire) |
| 2  | 14 avril 1976     | Port-au-Prince | Haïti - République dominicaine | 3-0   | Coupe des nations de la CONCACAF 1977 (tour préliminaire) |
| 3  | 5 mars 1991       | San Juan       | Haïti - République dominicaine | 1-1   | Coupe caribéenne des nations 1991 (tour préliminaire)     |
| 4  | 10 mars 1994      | Saint-Domingue | République dominicaine - Haïti | 0-1   | Coupe caribéenne des nations 1994 (tour préliminaire)     |
| 5  | 26 avril 1996     | Port-au-Prince | Haïti - République dominicaine | 6-0   | Coupe caribéenne des nations 1996 (tour préliminaire)     |
| 6  | 28 avril 1996     | Port-au-Prince | République dominicaine - Haïti | 1-1   | Coupe caribéenne des nations 1996 (tour préliminaire)     |
| 7  | 15 mars 1998      | Port-au-Prince | Haïti - République dominicaine | 5-0   | Coupe caribéenne des nations 1998 (tour préliminaire)     |
| 8  | 19 mars 1999      | Port-au-Prince | Haïti - République dominicaine | 4-0   | Coupe caribéenne des nations 1999 (tour préliminaire)     |
| 9  | 15 septembre 2006 | Saint-Marc     | Haïti - République dominicaine | 3-1   | Match amical                                              |
| 10 | 17 septembre 2006 | Port-au-Prince | Haïti - République dominicaine | 2-1   | Match amical                                              |
| 11 | 9 décembre 2012   | Saint John's   | République dominicaine - Haïti | 1-2   | Coupe caribéenne des nations 2012 (gr. A)                 |
| 12 | 24 mars 2013      | San Cristóbal  | République dominicaine - Haïti | 3-1   | Match amical                                              |

#### Bilan
Au 30 août 2018 :
- Total de matchs disputés : 12
- Victoires d'Haïti : 9
- Matchs nuls : 2
- Victoires de la République dominicaine : 1
- Total de buts marqués par Haïti : 32
- Total de buts marqués par la République dominicaine : 8

## I

### Îles Caïmans

#### Confrontations
Confrontations entre la République dominicaine et les îles Caïmans en matchs officiels :
|   | Date             | Lieu           | Match                                 | Score | Compétition                                                        |
| - | ---------------- | -------------- | ------------------------------------- | ----- | ------------------------------------------------------------------ |
| 1 | 29 novembre 2002 | George Town    | Îles Caïmans - République dominicaine | 1-0   | Gold Cup 2003 (tournoi qualificatif Caraïbes) (2e tour)            |
| 2 | 11 novembre 2011 | San Cristóbal  | République dominicaine - Îles Caïmans | 4-0   | Éliminatoires de la Coupe du monde 2014 (zone CONCACAF, 2e tour)   |
| 3 | 14 novembre 2011 | George Town    | Îles Caïmans - République dominicaine | 1-1   | Éliminatoires de la Coupe du monde 2014 (zone CONCACAF, 2e tour)   |
| 4 | 13 mai 2015      | Saint-Domingue | République dominicaine - Îles Caïmans | 6-0   | Match amical                                                       |
| 5 | 12 octobre 2018  | San Cristóbal  | République dominicaine - Îles Caïmans | 3-0   | Ligue des nations de la CONCACAF 2019-2020 (tournoi de classement) |

#### Bilan
Au 16 octobre 2018 :
- Total de matchs disputés : 5
- Victoires de la République dominicaine : 3
- Matchs nuls : 1
- Victoires des îles Caïmans : 1
- Total de buts marqués par la République dominicaine : 14
- Total de buts marqués par les îles Caïmans : 2

### Îles Turques-et-Caïques

#### Confrontations
Confrontations entre la République dominicaine et les îles Turques-et-Caïques en matchs officiels :
|   | Date         | Lieu           | Match                                            | Score | Compétition  |
| - | ------------ | -------------- | ------------------------------------------------ | ----- | ------------ |
| 1 | 22 mars 2018 | Saint-Domingue | République dominicaine - Îles Turques-et-Caïques | 4-0   | Match amical |

#### Bilan
Au 30 août 2018 :
- Total de matchs disputés : 1
- Victoires de la République dominicaine : 1
- Matchs nuls : 0
- Victoires des îles Turques-et-Caïques : 0
- Total de buts marqués par la République dominicaine : 4
- Total de buts marqués par les îles Turques-et-Caïques : 0

### Îles Vierges britanniques

#### Confrontations
Confrontations entre les îles Vierges britanniques et la République dominicaine en matchs officiels, :
|   | Date            | Lieu           | Match                                              | Score | Compétition                                           |
| - | --------------- | -------------- | -------------------------------------------------- | ----- | ----------------------------------------------------- |
| 1 | 4 avril 1993    | Basseterre     | République dominicaine - Îles Vierges britanniques | 3-1   | Coupe caribéenne des nations 1993 (tour préliminaire) |
| 2 | 17 mars 1999    | Port-au-Prince | Îles Vierges britanniques - République dominicaine | 0-0   | Coupe caribéenne des nations 1999 (tour préliminaire) |
| 3 | 13 février 2000 | Saint-Domingue | République dominicaine - Îles Vierges britanniques | 1-0   | Match amical                                          |
| 4 | 14 octobre 2010 | San Cristóbal  | République dominicaine - Îles Vierges britanniques | 17-0  | Coupe caribéenne des nations 2010 (qualifications)    |

#### Bilan
Au 30 août 2018 :
- Total de matchs disputés : 4
- Victoires des îles Vierges britanniques : 0
- Matchs nuls : 1
- Victoires de la République dominicaine : 3
- Total de buts marqués par les îles Vierges britanniques : 1
- Total de buts marqués par la République dominicaine : 21

### Îles Vierges des États-Unis

#### Confrontations
Confrontations entre les îles Vierges des États-Unis et la République dominicaine en matchs officiels :
|   | Date             | Lieu             | Match                                                | Score | Compétition                                              |
| - | ---------------- | ---------------- | ---------------------------------------------------- | ----- | -------------------------------------------------------- |
| 1 | 16 août 2002     | Saint-Domingue   | République dominicaine - Îles Vierges des États-Unis | 6-1   | Gold Cup 2003 (tournoi qualificatif Caraïbes) (1er tour) |
| 2 | 18 août 2002     | Saint-Domingue   | République dominicaine - Îles Vierges des États-Unis | 5-1   | Gold Cup 2003 (tournoi qualificatif Caraïbes) (1er tour) |
| 3 | 1er octobre 2006 | Charlotte-Amélie | Îles Vierges des États-Unis - République dominicaine | 1-6   | Coupe caribéenne des nations 2007 (qualifications)       |

#### Bilan
Au 30 août 2018 :
- Total de matchs disputés : 3
- Victoires des îles Vierges des États-Unis : 0
- Matchs nuls : 0
- Victoires de la République dominicaine : 3
- Total de buts marqués par les îles Vierges des États-Unis : 3
- Total de buts marqués par la République dominicaine : 17

### Indonésie

#### Confrontations
Confrontations entre la République dominicaine et l'Indonésie en matchs officiels :
|   | Date        | Lieu      | Match                              | Score | Compétition  |
| - | ----------- | --------- | ---------------------------------- | ----- | ------------ |
| 1 | 15 mai 2014 | Surakarta | Indonésie - République dominicaine | 1-1   | Match amical |

#### Bilan
Au 30 août 2018 :
- Total de matchs disputés : 1
- Victoires de la République dominicaine : 0
- Matchs nuls : 1
- Victoires de l'Indonésie : 0
- Total de buts marqués par la République dominicaine : 1
- Total de buts marqués par l'Indonésie : 1

## M

### Martinique

#### Confrontations
Confrontations entre la République dominicaine et la Martinique en matchs officiels, :
|   | Date             | Lieu          | Match                               | Score | Compétition                                                     |
| - | ---------------- | ------------- | ----------------------------------- | ----- | --------------------------------------------------------------- |
| 1 | 27 mai 1991      | Kingston      | République dominicaine - Martinique | 1-4   | Coupe caribéenne des nations 1991 (gr. B)                       |
| 2 | 27 novembre 2002 | George Town   | République dominicaine - Martinique | 0-4   | Gold Cup 2003 (tournoi qualificatif Caraïbes) (2e tour)         |
| 3 | 25 octobre 2012  | Les Abymes    | Martinique - République dominicaine | 1-1   | Coupe caribéenne des nations 2012 (qualifications)              |
| 4 | 8 octobre 2016   | San Cristóbal | République dominicaine - Martinique | 1-2   | Éliminatoires de la Coupe caribéenne des nations 2017 (3e tour) |

#### Bilan
Au 30 août 2018 :
- Total de matchs disputés : 2
- Victoires de la République dominicaine : 1
- Matchs nuls : 0
- Victoires de la Martinique : 1
- Total de buts marqués par la République dominicaine : 2
- Total de buts marqués par la Martinique : 3

### Montserrat

#### Confrontations
Confrontations entre la République dominicaine et Montserrat en matchs officiels :
|   | Date             | Lieu           | Match                               | Score | Compétition                                                              |
| - | ---------------- | -------------- | ----------------------------------- | ----- | ------------------------------------------------------------------------ |
| 1 | 5 mars 2000      | San Cristóbal  | République dominicaine - Montserrat | 3-0   | Éliminatoires de la Coupe du monde 2002 (zone CONCACAF - gr. Caraïbes 3) |
| 2 | 19 mars 2000     | Port-d'Espagne | Montserrat - République dominicaine | 1-3   | Éliminatoires de la Coupe du monde 2002 (zone CONCACAF - gr. Caraïbes 3) |
| 3 | 7 septembre 2019 | Lookout        | Montserrat - République dominicaine | 2-1   | Ligue des nations de la CONCACAF 2019-2020 (Ligue B - gr. B)             |
| 4 | 15 octobre 2019  | Saint-Domingue | République dominicaine - Montserrat | 0-0   | Ligue des nations de la CONCACAF 2019-2020 (Ligue B - gr. B)             |

#### Bilan
Au 20 novembre 2019 :
- Total de matchs disputés : 4
- Victoires de la République dominicaine : 2
- Matchs nuls : 1
- Victoires de Montserrat : 1
- Total de buts marqués par la République dominicaine : 7
- Total de buts marqués par Montserrat : 3

## N

### Nicaragua

#### Confrontations
Confrontations entre la République dominicaine et le Nicaragua en matchs officiels :
|   | Date             | Lieu           | Match                              | Score | Compétition  |
| - | ---------------- | -------------- | ---------------------------------- | ----- | ------------ |
| 1 | 8 novembre 2017  | Diriamba       | Nicaragua - République dominicaine | 0-3   | Match amical |
| 2 | 11 novembre 2017 | Saint-Domingue | République dominicaine - Nicaragua | 1-0   | Match amical |

#### Bilan
Au 30 août 2018 :
- Total de matchs disputés : 2
- Victoires de la République dominicaine : 2
- Matchs nuls : 0
- Victoires du Nicaragua : 0
- Total de buts marqués par la République dominicaine : 4
- Total de buts marqués par le Nicaragua : 0

## P

### Panama

#### Confrontations
Confrontations entre la République dominicaine et le Panama en matchs officiels :
|   | Date            | Lieu           | Match                           | Score | Compétition  |
| - | --------------- | -------------- | ------------------------------- | ----- | ------------ |
| 1 | 21 mai 1986     | Panama         | Panama - République dominicaine | 2-1   | Match amical |
| 2 | 25 février 1987 | Saint-Domingue | République dominicaine - Panama | 0-2   | Match amical |
| 3 | 27 février 1987 | Saint-Domingue | République dominicaine - Panama | 1-2   | Match amical |
| 4 | 28 février 1987 | Saint-Domingue | République dominicaine - Panama | 1-1   | Match amical |
| 5 | 3 mars 1987     | Saint-Domingue | République dominicaine - Panama | 0-1   | Match amical |

#### Bilan
Au 30 août 2018 :
- Total de matchs disputés : 5
- Victoires de la République dominicaine: 0
- Matchs nuls : 1
- Victoires du Panama : 4
- Total de buts marqués par la République dominicaine : 3
- Total de buts marqués par le Panama : 8

### Porto Rico

#### Confrontations
Confrontations entre Porto Rico et la République dominicaine en matchs officiels,.
|    | Date            | Lieu           | Match                               | Score     | Compétition                                                        |
| -- | --------------- | -------------- | ----------------------------------- | --------- | ------------------------------------------------------------------ |
| 1  | 14 mai 1991     | San Juan       | Porto Rico - République dominicaine | 1-2       | Coupe caribéenne des nations 1991 (tour préliminaire)              |
| 2  | 21 mars 1992    | Saint-Domingue | République dominicaine - Porto Rico | 1-2       | Éliminatoires de la Coupe du monde 1994 (zone CONCACAF - 1er tour) |
| 3  | 28 mars 1992    | San Juan       | Porto Rico - République dominicaine | 1-1       | Éliminatoires de la Coupe du monde 1994 (zone CONCACAF - 1er tour) |
| 4  | 23 mai 1995     | Saint-Domingue | République dominicaine - Porto Rico | 3-1       | Coupe caribéenne des nations 1995 (tour préliminaire)              |
| 5  | 13 mars 1998    | Port-au-Prince | République dominicaine - Porto Rico | 3-1       | Coupe caribéenne des nations 1998 (tour préliminaire)              |
| 6  | 21 mars 1999    | Port-au-Prince | République dominicaine - Porto Rico | 2-0       | Coupe caribéenne des nations 1999 (tour préliminaire)              |
| 7  | 26 mars 2008    | Bayamón        | Porto Rico - République dominicaine | 1-0 a. p. | Éliminatoires de la Coupe du monde 2010 (zone CONCACAF, 1er tour)  |
| 8  | 27 octobre 2012 | Les Abymes     | Porto Rico - République dominicaine | 1-3       | Coupe caribéenne des nations 2012 (qualifications)                 |
| 9  | 28 août 2016    | San Cristóbal  | République dominicaine - Porto Rico | 5-0       | Match amical                                                       |
| 10 | 30 août 2016    | Bayamón        | Porto Rico - République dominicaine | 0-1       | Match amical                                                       |

#### Bilan
Au 30 août 2018 :
- Total de matchs disputés : 10
- Victoires de la République dominicaine : 7
- Matchs nuls : 1
- Victoires de Porto Rico : 2
- Total de buts marqués par la République dominicaine : 22
- Total de buts marqués par Porto Rico : 8

## S

### Saint-Christophe-et-Niévès

#### Confrontations
Confrontations entre Saint-Christophe-et-Niévès et la République dominicaine en matchs officiels.
|   | Date          | Lieu                       | Match                                               | Score | Compétition                                           |
| - | ------------- | -------------------------- | --------------------------------------------------- | ----- | ----------------------------------------------------- |
| 1 | 6 avril 1993  | Basseterre                 | Saint-Christophe-et-Niévès - République dominicaine | 2-2   | Coupe caribéenne des nations 1993 (tour préliminaire) |
| 2 | 1er mars 2001 | Saint John's               | Saint-Christophe-et-Niévès - République dominicaine | 2-1   | Coupe caribéenne des nations 2001 (qualifications)    |
| 3 | 25 mars 2018  | Santiago de los Caballeros | République dominicaine - Saint-Christophe-et-Niévès | 2-1   | Match amical                                          |

#### Bilan
Au 30 août 2018 :
- Total de matchs disputés : 3
- Victoires de la République dominicaine : 1
- Matchs nuls : 1
- Victoires de Saint-Christophe-et-Niévès : 1
- Total de buts marqués par la République dominicaine : 5
- Total de buts marqués par Saint-Christophe-et-Niévès : 5

### Sainte-Lucie

#### Confrontations
Confrontations entre Sainte-Lucie et la République dominicaine en matchs officiels.
|   | Date             | Lieu           | Match                                 | Score | Compétition                                                     |
| - | ---------------- | -------------- | ------------------------------------- | ----- | --------------------------------------------------------------- |
| 1 | 27 mai 1991      | Kingston       | Sainte-Lucie - République dominicaine | 0-0   | Coupe caribéenne des nations 1991 (gr. B)                       |
| 2 | 12 octobre 2014  | Couva          | Sainte-Lucie - République dominicaine | 2-3   | Éliminatoires de la Coupe caribéenne des nations 2014 (2e tour) |
| 3 | 12 octobre 2019  | Saint-Domingue | République dominicaine - Sainte-Lucie | 3-0   | Ligue des nations de la CONCACAF 2019-2020 (Ligue B - gr. B)    |
| 4 | 16 novembre 2019 | Gros Islet     | Sainte-Lucie - République dominicaine | 1-0   | Ligue des nations de la CONCACAF 2019-2020 (Ligue B - gr. B)    |

#### Bilan
Au 20 novembre 2018 :
- Total de matchs disputés : 4
- Victoires de la République dominicaine : 2
- Matchs nuls : 1
- Victoires de Sainte-Lucie : 1
- Total de buts marqués par la République dominicaine : 6
- Total de buts marqués par Sainte-Lucie : 3

### Saint-Vincent-et-les-Grenadines

#### Confrontations
Confrontations entre Saint-Vincent-et-les-Grenadines et la République dominicaine en matchs officiels.
|   | Date             | Lieu         | Match                                                    | Score | Compétition                                                      |
| - | ---------------- | ------------ | -------------------------------------------------------- | ----- | ---------------------------------------------------------------- |
| 1 | 22 avril 1990    | Kingstown    | Saint-Vincent-et-les-Grenadines - République dominicaine | 2-1   | Match amical                                                     |
| 2 | 3 septembre 2014 | Saint John's | Saint-Vincent-et-les-Grenadines - République dominicaine | 1-0   | Qualifications à la Coupe caribéenne des nations 2014 (1er tour) |

#### Bilan
Au 30 août 2018 :
- Total de matchs disputés : 2
- Victoires de la République dominicaine : 0
- Matchs nuls : 0
- Victoires de Saint-Vincent-et-les-Grenadines : 2
- Total de buts marqués par la République dominicaine : 1
- Total de buts marqués par Saint-Vincent-et-les-Grenadines : 3

### Salvador

#### Confrontations
Confrontations entre la République dominicaine et le Salvador en matchs officiels :
|   | Date              | Lieu                       | Match                             | Score | Compétition                                                      |
| - | ----------------- | -------------------------- | --------------------------------- | ----- | ---------------------------------------------------------------- |
| 1 | 2 septembre 2011  | San Salvador               | Salvador - République dominicaine | 3-2   | Éliminatoires de la Coupe du monde 2014 (zone CONCACAF, 2e tour) |
| 2 | 7 octobre 2011    | San Cristóbal              | République dominicaine - Salvador | 1-2   | Éliminatoires de la Coupe du monde 2014 (zone CONCACAF, 2e tour) |
| 3 | 30 août 2014      | San Salvador               | Salvador - République dominicaine | 2-0   | Match amical                                                     |
| 4 | 10 septembre 2019 | Santiago de los Caballeros | République dominicaine - Salvador | 1-0   | Ligue des nations de la CONCACAF 2019-2020 (Ligue B - gr. B)     |
| 5 | 19 novembre 2019  | San Salvador               | Salvador - République dominicaine | 2-0   | Ligue des nations de la CONCACAF 2019-2020 (Ligue B - gr. B)     |

#### Bilan
Au 20 novembre 2019 :
- Total de matchs disputés : 5
- Victoires de la République dominicaine : 1
- Matchs nuls : 0
- Victoires du Salvador : 4
- Total de buts marqués par la République dominicaine : 4
- Total de buts marqués par le Salvador : 9

### Suriname

#### Confrontations
Confrontations entre la République dominicaine et le Suriname en matchs officiels :
|   | Date             | Lieu          | Match                             | Score | Compétition                                                      |
| - | ---------------- | ------------- | --------------------------------- | ----- | ---------------------------------------------------------------- |
| 1 | 6 septembre 2011 | San Cristóbal | République dominicaine - Suriname | 1-1   | Éliminatoires de la Coupe du monde 2014 (zone CONCACAF, 2e tour) |
| 2 | 11 octobre 2011  | Paramaribo    | Suriname - République dominicaine | 1-3   | Éliminatoires de la Coupe du monde 2014 (zone CONCACAF, 2e tour) |

#### Bilan
Au 30 août 2018 :
- Total de matchs disputés : 3
- Victoires de la République dominicaine : 1
- Matchs nuls : 1
- Victoires du Suriname : 0
- Total de buts marqués par la République dominicaine : 4
- Total de buts marqués par le Suriname : 2

### Trinité-et-Tobago

#### Confrontations
Confrontations entre la République dominicaine et Trinité-et-Tobago en matchs officiels :
|    | Date             | Lieu           | Match                                      | Score | Compétition                                                              |
| -- | ---------------- | -------------- | ------------------------------------------ | ----- | ------------------------------------------------------------------------ |
| 1  | 27 mai 1991      | Kingston       | Trinité-et-Tobago - République dominicaine | 7-0   | Coupe caribéenne des nations 1991 (gr. B)                                |
| 2  | 15 juin 1996     | Saint-Domingue | République dominicaine - Trinité-et-Tobago | 1-4   | Éliminatoires de la Coupe du monde 1998 (zone CONCACAF - gr. Caraïbes 2) |
| 3  | 23 juin 1996     | Port-d'Espagne | Trinité-et-Tobago - République dominicaine | 8-0   | Éliminatoires de la Coupe du monde 1998 (zone CONCACAF - gr. Caraïbes 2) |
| 4  | 2 avril 2000     | Port-d'Espagne | Trinité-et-Tobago - République dominicaine | 3-0   | Éliminatoires de la Coupe du monde 2002 (zone CONCACAF - gr. Caraïbes 3) |
| 5  | 16 avril 2000    | Saint-Domingue | République dominicaine - Trinité-et-Tobago | 0-1   | Éliminatoires de la Coupe du monde 2002 (zone CONCACAF - gr. Caraïbes 3) |
| 6  | 13 juin 2004     | Saint-Domingue | République dominicaine - Trinité-et-Tobago | 0-2   | Qualification pour la Coupe du monde 2006 (zone CONCACAF - 1er tour)     |
| 7  | 20 juin 2004     | San Fernando   | Trinité-et-Tobago - République dominicaine | 4-0   | Qualification pour la Coupe du monde 2006 (zone CONCACAF - 1er tour)     |
| 8  | 8 octobre 2008   | Port-d'Espagne | Trinité-et-Tobago - République dominicaine | 9-0   | Match amical                                                             |
| 9  | 11 décembre 2012 | Saint John's   | Trinité-et-Tobago - République dominicaine | 2-1   | Coupe caribéenne des nations 2012 (gr. A)                                |
| 10 | 8 octobre 2014   | Couva          | Trinité-et-Tobago - République dominicaine | 6-1   | Éliminatoires de la Coupe caribéenne des nations 2014 (2e tour)          |
| 11 | 5 octobre 2016   | Couva          | Trinité-et-Tobago - République dominicaine | 4-0   | Éliminatoires de la Coupe caribéenne des nations 2017 (3e tour)          |

#### Bilan
Au 30 août 2018 :
- Total de matchs disputés : 11
- Victoires de la République dominicaine : 0
- Matchs nuls : 0
- Victoires de Trinité-et-Tobago : 11
- Total de buts marqués par la République dominicaine : 3
- Total de buts marqués par Trinité-et-Tobago : 50

## V

### Venezuela

#### Confrontations
Confrontations entre la République dominicaine et le Venezuela en matchs officiels :
|   | Date             | Lieu    | Match                              | Score | Compétition  |
| - | ---------------- | ------- | ---------------------------------- | ----- | ------------ |
| 1 | 16 décembre 1973 | Caracas | Venezuela - République dominicaine | 1-0   | Match amical |

#### Bilan
Au 30 août 2018 :
- Total de matchs disputés : 1
- Victoires de la République dominicaine : 0
- Victoires du Venezuela : 1
- Matchs nuls : 0
- Total de buts marqués par la République dominicaine : 0
- Total de buts marqués par le Venezuela : 1